# アウグスト・シュレーツァー

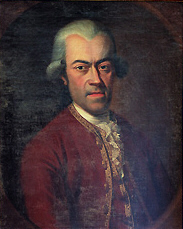
アウグスト・シュレーツァー

アウグスト・ルートヴィヒ・フォン・シュレーツァー（August Ludwig von Schlözer、1735年7月5日 - 1809年9月9日）は、ドイツの歴史学者。
ドイツ歴史学の初期の中心であったゲッティンゲン大学の歴史学研究者のひとりであり、1785年に『世界史』を著した。シュレーツァーはそれまで使われていた創世紀元を廃止し、キリスト生誕紀元のみによって歴史を記述した。キリスト以前の時代の記述には紀元前(v. Chr. = vor Christo)を使用した。

## 生涯
シュレーツァーはヴュルテンベルク北東部にあるキルヒベルク・アン・デア・ヤクストのガックシュタット(Gaggstadt)で生まれた。父方の先祖は代々プロテスタントの牧師だった。ヴィッテンベルク大学で神学を専攻して1754年に博士の学位を得た後、ゲッティンゲン大学に移ってヨハン・ダーヴィト・ミヒャエリスとヨハン・マティアス・ゲスナー、ヨハン・ローレンツ・フォン・モースハイムらに学んだ。
1761年から民族誌学者ゲルハルト・フリードリヒ・ミュラーの助手およびその家族の家庭教師として働いた後、サンクトペテルブルクで科学アカデミーの助手をつとめた。1765年にはロシア史の教授に任命された。1770年には母校のゲッティンゲン大学の哲学部教授に就任した。
シュレーツァーは普遍史、ヨーロッパ史、ロシア史、政治学、統計学などに関する講義を行って成功し、また多数の著書を出版した。シュレーツァーの世界史の講義は人気があり、ゲッティンゲン大学の普遍史の先駆者であるヨハン・クリストフ・ガッテラーの人気を奪った。
シュレーツァーは啓蒙的・政治的ジャーナリストでもあり、『主に統計的内容の通信』(Briefwechsel meist statistischen Inhalts, 1775)、『主に歴史・政治的内容の通信』(Briefwechsel meist historischen und politischen Inhalts, 1776-1782)、『国家評論』(Staats-Anzeigen, 1782-1793)のような定期刊行物を発行した。シュレーツァーはドイツで最初にフランス革命の評論を行った。
1787年には政治学の名目教授の職を得た。1773年から翌年にかけてフランス、1781年から翌年にかけてイタリアに滞在したのを除くと、1809年に没するまでゲッティンゲンに住んだ。
娘のドロテアはドイツで最初に（1787年）博士号を得た女性として知られる。

## 主要な著書
シュレーツァーはロシア史の権威であり、この分野の主著に『北方史概論』がある。
- Allgemeine nordische Geschichte. Halle. (1771)

また、『原初年代記』の訳注（全5巻）を晩年に出版している。
- Несторъ: Russische Annalen in ihrer slavonischen Grundsprache verglichen, übersetzt und erklärt. Göttingen: Heinrich Dieterich. (1802-1809)

世界史に関する書物としては、1772年から翌年にかけて、『普遍史の観念』（2巻）を出版した。この書物はヘルダーによって強く批判された。
- Vorstellung seiner Universal-Historie. Göttingen und Gotha: Johann Christian Dieterich. (1772-1773) 巻1 巻2

1785年には『世界史』（2巻）を出版した。
- Welt Geschichte: nach ihren Haupttheilen im Auszug und Zusammenhange. Göttingen: Witwe Vandenhoeck. (1785-1789) 巻1 巻2

シュレーツァーはこの著書では「普遍史」の語の使用を止め、「世界史」に改めている（この変更はガッテラーも同様）。従来の普遍史が文献学の補助学であって独立した学問でなかったことを批判し、世界史は従来のように聖書にもとづくものでなく、諸事実を系統的に集成して、それを通じて大地や人類の現状を根本から理解するものであるとした。
この書物の中では人類の歴史は6つの時期に時代区分されているが、最初の3つの時期は確実な史料を持たない伝説の時代とされ、残りの3つには現在に続く「古代・中世・近代」の名称が使われていることが注意される。この三分法は17世紀末のツェラリウス（クリストフ・ケラー）に由来する。
1. 始原世界 (Ur Welt) - アダムからノアまで。期間は不明。
2. 無明世界 (Dunkle Welt) - ノアからモーセまで。
3. 前世界 (Vor Welt) - モーセからキュロスまでの1000年間。
4. 古代世界 (Alte Welt) - キュロスからクロヴィス、楊堅、ムハンマドまで
5. 中世 (Mittel Alter) - クロヴィス等からディアス、コロンブス、ルターまで。
6. 近代世界 (Neue Welt) - 1500年以降。

また、シュレーツァーは天地創造からはじめる創世紀元を批判し、6日間で天地が創造されることを否定した。確実な史料のあるキュロス以降については年号を「キリスト前」で記すこととした。
なお、「セム」を明確に民族および言語の名として用いたのは1781年のシュレーツァーの論文とされる。しかし、それ以前の1710年にライプニッツ「民族起源論」(De Originibus Gentium)で「セム諸語」という言葉を使っており、ガッテラーやシュレーツァー自身「セム」をそれ以前から民族名や言語名として使っていた。
- August Ludwig Schlözer. “von den Chaldäern”. In J. G. Eichhorn. Repertorium für biblische und morgenländische Litteratur. pp. 113-176